# Gratiánův dekret

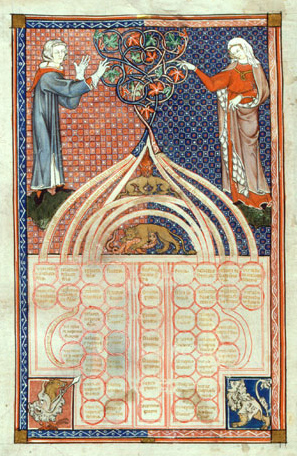
“Strom“ (obsah) Gratiánova dekretu. Rukopis ze 13. stol.

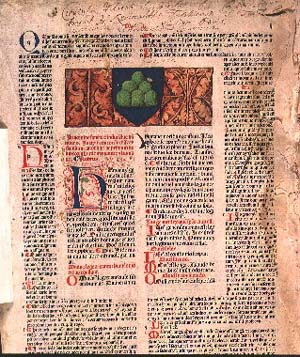
Stránka Dekretu s komentáři. 13. stol.

Gratiánův dekret, původně Concordia discordantium canonum (česky „Soulad rozporných kánonů“), je kompendium církevních předpisů vydaných před rokem 1140. Jeho autorem je mnich a učitel boloňské univerzity Gratianus, podle něhož se obvykle nazývá. Patří k zakladatelským dílům církevního práva a západní právní vědy vůbec.

## Popis
„Soulad rozporných kánonů“ čili Decretum Magistri Gratiani vzniklo jako učebnice církevního práva na boloňské univerzitě. Gratián mohl navázat na několik předchůdců a jeho vzorem byl Corpus iuris civilis, soustavná kodifikace římského práva, kterou dal roku 534 vypracovat císař Justinián I.
Dekret Gratiánův má tři hlavní části:
- Distinctiones čili rozlišení a definice. V celkem 101 „distinkcích“, většinou dále dělených na kánony, Gratián probírá nejprve obecnou teorii práva a základní pojmy, potom jednotlivé otázky církevního práva. U jednotlivých tvrzení uvádí také prameny - zejména římské právo, Bibli, papežská a koncilní rozhodnutí nebo také starší podobné sbírky.
- Causae čili případy. Na celkem 36 fiktivních případech probírá Gratian různé právní otázky (quaestiones), které se v nich objevují, diskutuje různé názory a podává nakonec řešení.
- De consecratione pojednává o svátostech a svěcení, například kostelních budov.

## Význam
Dialektická forma diskuse v jednotlivých kapitolách vybízela čtenáře, aby se do ní také zapojili a Gratiánovy názory komentovali. Některé z těchto komentářů se pak také opisovaly a šířily a staly se základem vyučování práva na univerzitách. Když papež Pius V. roku 1566 zadal vypracování nového Korpusu kanonického práva (Corpus iuris canonici),[zdroj⁠?!] stal se upravený text Dekretu Gratiánova jeho první částí a v římskokatolické církvi měl legální platnost až do 27. května 1917, kdy byl promulgován Kodex kanonického práva (Codex iuris canonici).[zdroj⁠?!]
Gratian je právem považován za zakladatele vědy církevního práva. Bologna se díky němu stala evropským centrem studií "obojího práva" (ius utrumque, odtud i zkratka JUDr., juris utriusque doctor) pro několik následujících století.